# Кучер Володимир Антонович
Володи́мир Антонович Ку́чер (18 жовтня 1885, Тлусте, Заліщицький повіт — 29 серпня 1959, Львів) — український вчений, фізик, педагог. Доктор філософії (1915) у галузі фізики, доктор фізико-математичних наук (1940). Дійсний член НТШ (1919 р.). Батько академіка Романа Кучера.

## Життєпис
Народився у містечку Тлусте Заліщицького повіту (нині  селище Товсте на Тернопільщині).
Закінчив державну гімназію у Бучачі (1905 р.), Львівський університет. У 1910—1914 роках викладав у Тернопільській гімназії. Опублікував працю у «Звітах Тернопільської гімназії» з електронної теорії металів (1913). З 1918 р. працював приват-доцентом на кафедрі фізики Українського державного університету в Кам'янці-Подільському. У Львові був професором Української академічної гімназії, у 1922—1925 —  Українського Таємного університету. Перебував у наукових відрядженнях у Берліні (1929) та Ляйпцизі (Німеччина, 1931), брав участь у 1-му Всесоюзному фізичному з’їзді (Одеса, 1930). З 1940 працював професором Львівського університету ім. І. Франка. Тривалий час читав лекції для студентів з термодинаміки та ознайомлював із вправами з теоретичної фізики.
Захистив дисертацію на тему: «Загальна формула для тиску випромінювання».
Надрукував понад 40 наукових праць. Зробив вагомий внесок у галузі квантової механіки. Відомі його роботи з дослідження рівнянь руху квантових частинок, теорії світлового тиску.
Похований на полі № 1 Личаківського цвинтаря.